# Orazio Barbieri
Orazio Barbieri (Firenze, 28 novembre 1909 – Settignano, 27 marzo 2006) è stato un politico e partigiano italiano.

## Biografia
Nato da una famiglia di estrazione operaia ed egli stesso operaio in fabbrica, Orazio Barbieri viene arrestato nel 1929 come appartenente al Partito Comunista Italiano. Nel 1930 è condannato dal Tribunale Speciale fascista con sentenza n. 25 del 24 giugno 1930 ad un anno di carcere, il minimo della pena in considerazione della minore età.
Nel 1941 consegue il diploma di ragioniere e perito commerciale. Dopo l'8 settembre 1943 è tra gli organizzatori della Resistenza a Firenze, Commissario all'alimentazione (Sepral) per il Comitato toscano di liberazione nazionale, redattore capo del periodico clandestino L'Azione comunista e nella Resistenza (1944) diviene membro della Delegazione toscana del Comando generale dell Brigate Garibaldi. Dopo la liberazione di Firenze continua il suo incarico di commissario provinciale per l'alimentazione, e dal 1944 al 1949 dirige la stampa all'interno della segreteria della Federazione comunista fiorentina.
Dal dopoguerra la sua attività si dispiega su numerosi fronti. È eletto alla Camera dei deputati nelle liste del Partito Comunista Italiano, dal 1948 al 1963, nella I, II e III legislatura, consigliere della Provincia di Firenze (1951-1956), segretario generale (1953-1959).
Dal 1953 al 1974 svolge la funzione di Segretario Generale dell'Associazione italiana per i rapporti culturali con l'Unione Sovietica (Associazione Italia-URSS).
Nel 1957 è  tra i fondatori dell'Arci assieme a Alberto Yacometti e Lionello Raffaelli.
Per due legislature, Barbieri è stato Sindaco del Comune di Scandicci (provincia di Firenze), dal 1965 al 1975. Su designazione del Comune di Firenze, ha ricoperto il ruolo di Presidente della Fiorentina Gas S.p.A. dal 1977 al 1988.
È inoltre presidente del Consiglio di amministrazione nell'Ospedale San Giovanni di Dio per numerosi anni dal 1946 al 1970 Infine dal febbraio al maggio 1984 ricopre la carica di presidente, e sino alla morte di presidente onorario, dell'Istituto Storico della Resistenza in Toscana, di cui è stato uno dei soci fondatori. e membro per più decenni del Consiglio Direttivo a questo istituto Orazio Barbieri ha fatto dono, nel 1997, del suo archivio personale, ricco di alcune migliaia di documenti, molti dei quali unici o rari o inediti, messi a disposizione di chiunque voglia approfondire la conoscenza del movimento antifascista prima e dopo la Resistenza e la Liberazione a Firenze e in Toscana.
Collaboratore dell'Unità e di Rinascita, direttore dei periodici Toscana nuova e Realtà sovietica, presidente della Società editrice Il Nuovo Corriere, è  stato autore di alcuni saggi storici: Un anno di lotta contro il fascismo e il nazismo (1944), Ponti sull'Arno (1958), I sopravvissuti (1972), La fede e la ragione (1982), Giuseppe Rossi: l'uomo e il suo tempo (1989), Guerra e resistenza nei servizi sanitari a Firenze (1993).

## Archivio
Le carte di Orazio Barbieri sono state donate all'Istituto Storico della Resistenza in Toscana. Il Fondo di 46 buste è articolato nelle serie: Corrispondenza: il carteggio è alquanto consistente, essendo composto da circa 3.000 lettere, dagli anni Venti al 1996. Parte del carteggio si trova all'interno delle serie relative alle pubblicazioni di Orazio Barbieri, il resto forma una serie a parte, ordinata per corrispondente e, all'interno di ogni fascicolo, cronologicamente. Tra i corrispondenti si segnalano: Leonida Repaci, Vasco Pratolini, Sandro Pertini, Palmiro Togliatti, Luigi Longo, Enrico Berlinguer, Giancarlo Pajetta, Paolo Spriano, Nilde Jotti, Giorgio La Pira, Renato Guttuso, Cesare Zavattini, Eugenio Artom, Ranuccio Bianchi Bandinelli, Umberto Terracini, Romano Bilenchi, Carlo Francovich, Pietro Ingrao, Luciano Lama, Giorgio Amendola, Gianfranco Piazzesi, Carlo Ludovico Ragghianti, Jaures Busoni, Giuseppe Boffa, Arrigo Boldrini, Renzo Martinelli, Vasco Palazzeschi, Giovanni Pieraccini, Achille Ochetto, Giorgio Spini, Ernesto Balducci, Piero Farulli, Paolo Alatri, Eugenio Scalfari, Paolo Barile, Antonello Trombadori, Emanuele Macaluso, Vittorio Foa.
- Manoscritti: nelle serie relative ai singoli saggi storici sono talvolta parzialmente presenti manoscritti di opere di Orazio Barbieri, come pure nella serie «Scritti diversi»; gli estremi cronologici vanno dal 1943 al 1995.
- Diari, agende e taccuini: vi è una serie di taccuini di viaggio (1952-1990)
- Materiali preparatori: nelle serie relative alle varie pubblicazioni vi è molto materiale preparatorio, non sempre facilmente databile.
- Ritagli di giornali: in molti fascicoli si trovano ritagli di giornale, ma non ne esiste nessuna raccolta organica.
- Raccolte di materiale bibliografico, di giornali, riviste: in appendice all'archivio vi sono raccolte non sistematiche ed incomplete di molti giornali italiani e stranieri, dal 1917 al 1995.
- Materiale grafico e iconografico: sempre in appendice vi sono alcune decine di fotografie (1922-1994) e circa 30 manifesti (1944-1994).

## Opere
- Un anno di lotta contro il nazismo e il fascismo, 1944
- Ponti sull'Arno, con prefazione di Ferruccio Parri, che ha avuto cinque edizioni dal 1958 al 2003, lavoro basilare per ricostruire le fasi della Liberazione di Firenze nell'agosto 1944
- I sopravvissuti, 1972
- La fede e la ragione, ricordi e riflessioni di un comunista, 1982
- Giuseppe Rossi, l'uomo e il suo tempo, 1989
- Guerra e Resistenza nei servizi sanitari a Firenze, 1993